# Якубени, Владимир Игнатьевич
Владимир Игнатьевич Якубени (17 апреля 1941, Москва, СССР — 5 августа 2022, Прохорово (Московская область), Россия) — советский и российский архитектор-реставратор, коллекционер архитектурных деталей.

## Биография

### Ранние годы
Владимир Игнатьевич родился 17 апреля 1941 года в Москве, в городке художников на Масловке. С 1948 по 1958 год учился в средней школе № 221 Октябрьского района Москвы. В 1958 году поступил в Архитектурно-строительный техникум Мосгорисполкома (современный Колледж архитектуры и строительства № 7, который окончил в 1961 году с квалификацией техника-строителя.
С 1961 по 1964 год служил в армии. Вернувшись в Москву, поступил на работу в Центральные научно-реставрационные мастерские Министерства культуры СССР на должность техника в мастерской Льва Давида, затем перешел под руководство Бориса Альтшуллера. Учителями Якубени были также Леонард Тыдман, Георгий Игнатьев и Мирон Циперович. Вместе с Игнатьевым Якубени обследовал Кимрский район Тверской области.
В 1965 году поступил в Московский архитектурный институт на вечернее отделение, в 1971 году закончил его, защитив дипломный проект на тему «Охранная зона Торжка и реконструкция площади Революции и монастыря» с оценкой отлично.
За многие годы работы реставратором Якубени занимался восстановлением памятников в Москве, Туле, Калуге, Московской, Тверской и Ярославской областях.
В 1970-х он занимался обследованием жилой застройки Москвы и постановкой на охрану выявляемых памятников.
В начале 1970-х годов Якубени работал в Осташкове, руководя реконструкцией сразу четырёх памятников: Троицкого собора, Воскресенской церкви и их отдельно стоящих колоколен.
Программным объектом в карьере В. И. стал дом-музей М. Н. Ермоловой, с марта 1978 года и до выхода на пенсию Якубени был главным архитектором проекта.
В конце 1990-х и начале 2000-х Якубени безвозмездно помогал в проектировании храмов.
Выйдя на пенсию в 2009 году, Якубени продолжил работать над восстановлением памятников архитектуры. Он был главным архитектором благотворительного фонда «Сохранение культурного наследия „Белый Ирис“» и активным членом центра «Сельская церковь». С лета 2021 года он возглавлял консервацию Преображенского храма в Никола-Высоке под Весьегонском и создал проект реставрации обрушившегося иконостаса.
Владимир Якубени специализировался на архитектуре XIX — начала XX веков и был знатоком ампира. Считая одним из ключевых этапов воссоздание оригинального декора, он разработал собственную авторскую методику обмера и зарисовки подлинных деталей и элементов декора зданий. Также Якубени собрал объёмную коллекцию из элементов сбитой лепнины, резьбы, керамики, которые были бы уничтожены при реконструкциях. Хотя о его коллекции коллеги отзывались как о стихийной, они отмечали её важность с практической и профессиональной точек зрения.
Одним из важнейших объектов, реставрацию которых вёл Якубени, стала усадьба Александра Блока «Шахматово». Якубени был главным архитектором проекта её восстановления. Также ещё в 1977-м он создал эскизный проект для расположенной в усадьбе церкви Михаила Архангела (1755—1777 гг.), однако из-за проблем с финансированием работы так и не были закончены. Свыше 26 лет руководил реставрацией Спасского храма села Прохорово Чеховского района.
В 2007 году Якубени был награждён медалью М. Ф. Казакова, а в 2015-м получил медаль Русской православной церкви «За жертвенные труды» I степени.
Скончался 5 августа 2022 года в селе Прохорово, похоронен у алтаря Спасского храма.

## Семья
Его отец Игнат Иванович Якубени (1891—1968 гг.) был художником родом из Белоруссии (с. Большие Озерки, Слонимского района, Гродненской области).
Мать Лидия Адамовна Якубени (в девичестве Трост) была немкой, занималась воспитанием сыновей. Старший брат Владимира Игнатьевича Гарри (1932—1964) стал, как и их отец, художником. Был женат на художнице Елене Лось, супруги часто работали в соавторстве над книжными иллюстрациями.
Супругой Владимира Якубени была Нина Валерьяновна Семеновская — реставратор архитектуры, одним из её проектов было восстановление дома Третьяковых Дочь Владимира и Нины Каролина Якубени также стала художником..

## Проекты
Москва:
- Петровский путевой дворец, Ленинградский проспект, д. 40, стр. 5;[1]
- Центральный Дом учёных (особняк И. Н Коншиной), улица Пречистенка, д. 16;[1]
- дом-музей М. Н. Ермоловой, Тверской бульвар, д. 11;[1]
- Музей-квартира А. М. Горького (дом Рябушинского), ул. Малая Никитская, д. 6/2, стр. 5[1][23];
- городская усадьба А. Л. Кнопа, Колпачный переулок, 5, стр. 2[24];
- храм Петра и Павла в усадьбе Ясенево;
- храм Святителя Мирликийского у Соломенной сторожки (воссоздание), Ивановская улица, д.3;[1][25]
- Храм свт. Иннокентия, митрополита Московского в Бескудникове, Дмитровское шоссе, 66;[26][27]
- храм Вознесения на Гороховом поле (придельный иконостас), ул. Радио, д. 2, стр. 1[28].

Московская область:
- Дом-музей А. А. Блока «Шахматово», Солнечногорский район;[1]
- Казанская церковь в селе Пучково (крестильня, магазин), Троицкий район;
- Церковь Рождества Богородицы в Колюбакино (церковный дом при храме) Рузский район;
- Спасский храм в селе Прохорово Чеховского района[16];
- Покровская церковь в усадьбе Мещерское Чеховского района[29];
- Тихвинская церковь в усадьбе Нерастанное Чеховского района (иконостас нижнего храма в Тихвинской церкви (проект)[29];
- церковь Михаила Архангела в селе Хлевино Чеховского района (проект восстановления;
- церковь Михаила Архангела в селе Тараканово (исследования, обмеры, эскизный проект) Солнечногорский район;
- Казанская церковь в Серпухове[30].

Тверская область:
- «Дом лоцмана» в деревне Подол Вышневолоцкого района[31][32];
- Пятницкая церковь в Старице[7];
- Никольская церковь, Васильково, погост Чурилово, Торжок[33];
- часовня Казанской Божией Матери в селе Лугинино Удомельского района;
- Троицкий собор с отдельно стоящей колокольней в Осташкове;
- Воскресенская церковь с отдельно стоящей колокольней в Осташкове;
- Преображенская церковь в селе Рогожа Осташковского района;
- церковь Илии Пророка в селе Ильинское Вышневолоцкого района;
- Богоявленский собор Ниловой пустыни Осташковского района[17];
- церковь Успения Пресвятой Богородицы в селе Афимьино Вышневолоцкого района[34];
- Богоявленская церковь в селе Никольское-Тучевское, Рамешковский район[17];
- Преображенская церковь, село Никола-Высока Весьегонского района[1];
- Богоявленская церковь в селе Еськи Бежецкого района[35];
- усадьба Милюковых в деревне Овсище (Вышневолоцкий городской округ)[36];
- усадьба Рябушинского, Вышний Волочек[37].

Ярославская область:
- Казанский храм в селе Курба[38].